# Subsaltusaphis flava
Subsaltusaphis flava är en insektsart som först beskrevs av Hille Ris Lambers 1939. Enligt Catalogue of Life ingår Subsaltusaphis flava i släktet Subsaltusaphis och familjen långrörsbladlöss, men enligt Dyntaxa är tillhörigheten istället släktet Subsaltusaphis och familjen borstbladlöss. Arten är reproducerande i Sverige. Inga underarter finns listade i Catalogue of Life.